# Хвахан
Хвахан (перс. شهرستان خواهان‎, пушту دخواهان ولسوالی‎)  — административный район в Афганистане, на северо-западе восточной провинции Бадахшан. Административный центр — посёлок Деххахан.

## Демография
На 2019 год население района составляло 18 411 жителей.